# Iglesia de Santa Ana (Bari)
La iglesia de Sant'Anna, anteriormente conocida como Santa Pelagia, es una iglesia de Bari ubicada en Via Strada Palazzo di Città.

## Historia
Data del siglo XI y en aquella época estaba situado en la Via Franchigena, una de las arterias más animadas de la antigua Bari. Es una iglesia de gran interés arquitectónico debido a la mezcla de diferentes culturas y etnias ligadas al acontecer histórico de la ciudad.

## Descripción

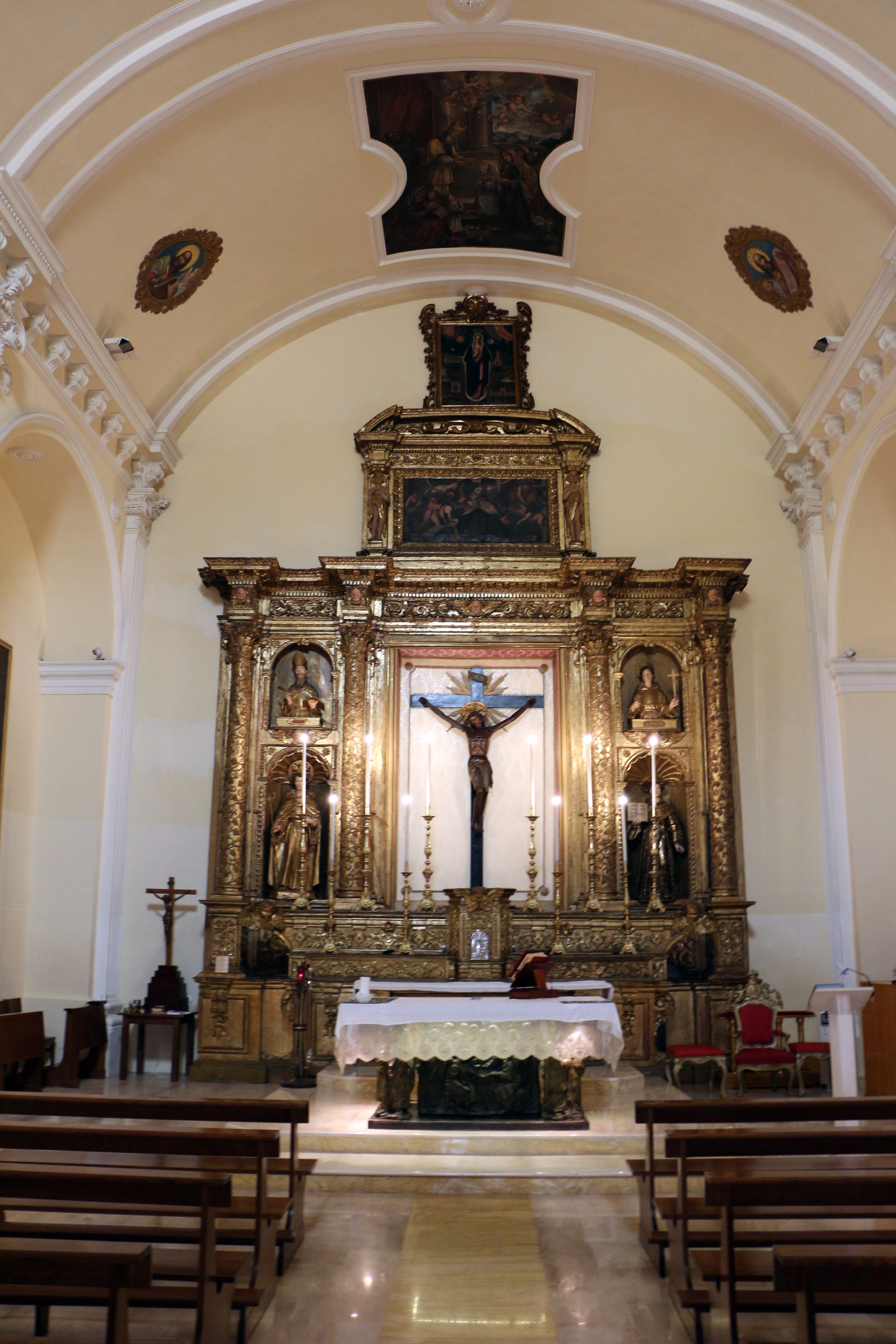
El interior

### Exterior
La fachada a dos aguas y cubierta a dos aguas revela que la iglesia es de una sola nave, pero la superficie blanca se ve interrumpida por la presencia de numerosos paneles de mármol, que representan animales reales o fantásticos tomados de la cultura oriental.

### Interior
A pesar de las repetidas renovaciones, aún conserva su diseño renacentista. El magnífico altar de madera tallada con zarcillos dorados, en forma de arco triunfal, con cuatro columnas corintias, está adornado con estatuas que representan a los santos franciscanos: Tomás de Villanova, Nicolás de Tolentino, Giovanni de San Facondo y San Agustín, patrón de la Iglesia.